# 삼국지 천명 2
삼국지 천명 2(Three Kingdoms II)는 동서게임채널이 2000년 발표한 실시간 전략 게임이다. 당대 인기 게임이던 스타크래프트의 인터페이스와 그래픽을 모방하였으나 그래픽을 일부 수정하여 다른 게임의 분위기를 만들어내고자 하였다.
음악은 메크워리어 2 : 31세기 전투의 음악을 맡기도 했던 황지훈이다.
2000년 5월 29일 출시한 윈도용 게임으로, 삼국지를 바탕으로 한 점이 매우 인상적이었지만 스타크래프트의 압도적인 인기로 인해 절대적인 흥행에는 실패했다.

## 개요
- 음악은 멕 워리어 2의 음악을 맡기도 했던 황지훈이다.
- 8명까지의 멀티플레이가 가능하다.

## 스토리
위가 통일을 이룬 뒤, 오와 촉한은 다른 차원으로 달아나게 되고, 위는 이들을 쫓아 역시 다른 차원으로 이동한다.

## 등장인물
삼국지 천명 2에 등장하는 인물들을 소개한다. 인물 바탕은 삼국지.

### 위나라
파워월드의 인물들은 본래 조조의 뜻에 따라 유비, 손권의 군에 맞서 세계를 안정화시키기 위하여 노력하고 있었다. 그러나, 파워월드 내에서 적들이 사라진 지금 군신들간에 조금씩 불화가 생겨나고 있다. 이들은 영웅 소환대에서 전장에 소환되어 군대를 지휘한다.
조조(曹操) - 위제국
성우 : 장광
이름은 조. 자는 맹덕. 그는 총명한 두뇌에 문무를 겸비한 효웅으로서 하늘의 봉인을 갖고 위나라를 설립하였다. 뛰어난 능력과 야망을 갖고 파워 월드를 통일하는 데 성공하였지만, 아직 3개의 차원에 대해서는 알고 있지 않다. 파워 월드의 전쟁 중에는 부하들의 절대적인 신뢰를 받고 있었지만 그의 적이 사라진 지금, 부하, 특히 뛰어난 지략을 갖고 있는 사마의에 대한 의심을 시작하고 있다. 조조는 위나라의 군주이니만큼 상당히 강력한 위력을 가지고 있으며, 의천검을 휘둘러 멀리 떨어진 적도 공격할 수 있다. 또한, 조조는 천명의 심판이라는 강력한 위력의 공격 마법 외에, 적혈 흡입이라는 마법으로 적의 공격력을 자신의 HP로 흡수한다.
조비(曹丕) - 위제국
조조의 장남으로 위나라의 태자. 매우 뛰어난 재능과 궁술을 갖고 있다. 아버지인 조조의 뜻에 절대적으로 따르고 있으며 아직 경험은 부족하지만 패기로서 이를 보완하고 있다. 그가 휘두르는 천공은 원거리에서도 강력한 공격력을 보여준다. 또한, 조비는 기를 실은 화살을 발사하는 영원의 추적 기술을 사용하여 모여있는 다수의 적들을 단번에 공격할 수 있으며, 하늘의 힘을 빌려 공중 유닛들을 제거하는 하늘의 분노 마법을 사용할 수 있다.
사마의(司馬懿) - 위연합
성우 : 김관진
촉나라의 제갈량과 쌍벽을 이루며 위나라가 자랑하는 천재적인 지략가. 그 능력은 조조를 능가한다고 알려지고 있으며 이 때문에 조조 부자는 그에 대해 의심을 갖기 시작하고 있다. 사마의 또한 이러한 의심을 느끼고 있으며, 조조가 자신을 제거하려고 한다는 생각을 갖고 독립의 의지를 갖기 시작한다. 또한, 그는 게이트를 통해 침공해온 매직월드의 오군의 공격을 막아내는 동안 세 개의 봉인과 차원 이동에 대한 이치를 깨닫고 스스로 세계를 쥐고자 획책하고 있다. 사마의의 봉은 강력한 기를 쏘아내어 떨어진 적을 공격할 수 있으며, 다수의 적들을 혼란시켜 서로 전투를 벌이도록 하는 대혼란 마법과 대빙하 마법으로 다수의 적을 얼려서 제거할 수 있다.
하후돈(夏侯惇) - 위연합
성우 : 김승태
위나라 최고의 무력을 지닌 애꾸 장수로서 조조에 대해 절대적인 충성심을 갖고 있던 인물. 그러나 조조가 그를 죽이려 한다는 사마의의 거짓말에 속아서 조조에 대해 반란을 일으키고 만다. 그는 철퇴를 휘두르는 강력한 공격을 펼칠 뿐만 아니라, 강력한 벼락을 끌어들여 주변의 적을 공격하는 염력 벼락의 마법을 사용한다. 또한, 그가 사용하는 원군 소환의 주문은 그 주변에 다수의 아군을 이동시킴으로서 전선의 흐름을 일시에 바꾸어 놓을 수 있다.

### 오나라
파워월드에서 유비의 촉나라와 손을 잡고 조조의 위나라와 결전을 치렀던 손권의 오나라는 차원의 문을 지나 매직 월드에 도착했다.
손권(孫權) - 일반 인물
손견의 차남이자 손책의 동생으로 이름은 권. 자는 중모. 파워월드에서는 바다의 봉인을 갖고 대양에 기반을 두고 천하를 노리고 있던 인물이다. 군주로서 우수한 재능과 패기를 지닌 인물이지만 지나치게 수비에 일관하는 것이 단점. 제갈근 등의 조언에 따라 천하를 향한 패권을 노리고 스스로 교주의 자리에 오른 손권이지만, 그에게 속은 것을 알고 천하의 미래를 위하여 스스로를 희생하고 육손에게 뒤를 맡기는 면모를 보인다. 결국 궁전을 습격한 검은 안식일교의 손에 의해 살해되고 만다.
육손(陸遜) - 오제국
성우 : 김일
제갈근과 함께 손권 진영에서 유능한 실력을 발휘하는 군사로서 뛰어난 무예의 소유자이기도 한 인물. 손권이 신임할 정도로 절대적인 충성심을 갖고 있으며 세상의 미래를 위하여 정의를 추구하고자 하는 인물. 손권의 여동생인 손상향과는 매우 가까운 사이로서 세상을 구하고자 함께 싸우게 된다. 육손은 양손에 배틀액스를 쥐고 떨어져 있는 적들에게도 충격을 가하는 공격 방식을 사용하며 적들의 마법 사용을 봉인하는 마력 침묵, 다수의 적을 공격하는 배틀액스 야상곡의 마법을 사용한다.
손상향(孫尙香) - 오제국
성우 : 정미숙
손권의 여동생인 손상향은 외적인 미모 만이 아니라 내적인 매력까지 겸비한 외유내강형 히로인이다. 그녀는 어둠의 안식일교의 반란 사건 시에 일시적으로 포로로 잡혔지만, 탈출에 성공하여 연인인 육손과 함께 세계의 평화를 위하여 싸우게 된다. 평소 신앙심이 매우 깊고 백성들을 사랑하는 공주의 모습을 보여주지만, 전장에서는 현금에서 울려 퍼지는 음파를 사용하여 멀리 떨어진 적에게 충격을 주며 아비규환의 음악을 연주하여 다수의 적을 혼란시켜 서로 싸우게 만들기도 한다. 또한, 타고난 초능력을 바탕으로 자신이 갖고 있는 마법 에너지를 사용하여 아군 유닛을 치료하는 천사의 명약 주문도 사용할 수 있다.
제갈근(諸葛謹) - 오연합
성우 : 홍시호
손권 진영에서 매우 뛰어난 지략을 가진 인물로서 인정받고 있지만, 실제로는 고대로부터 세계의 패권을 노려온 검은 안식일교의 교주이다. 계략에 뛰어나며 흑마법에 탁월한 재능을 가지고 있어 본래 손권의 신뢰가 두터웠다. 유비의 군사인 촉나라의 사령관 제갈량의 형이라는 소문도 있지만 사실 여부는 밝혀지지 않았다. 봉인과 차원 이동에 대한 것을 확인한 이후, 손권을 배신하고 검은 안식일교의 세상을 만들기 위하여 계략을 꾸미고 있다. 그는 마력이 깃든 철구를 휘둘러 적을 공격하며, 일시적으로 적을 조종할 수 있는 영혼 소유의 마법과 다수의 적에게 저주를 거는 시한부 선고 마법을 사용한다. 영혼 소유의 마법을 사용하면 본체는 정지한 상태로 상대를 움직일 수 있다. 시한부 선고 마법을 걸면 다수의 적에게 저주가 걸려 제갈근 자신이 죽지 않는 한 일정 시간이 흐른 후 모두 죽어버리게 된다.
좌자(左慈) - 오연합
성우 : 한상혁
손권의 참모 중의 한 명으로서 매우 뛰어난 흑마술사이기도 한 좌자는 손권의 오나라에 충성을 바치는 것처럼 보이지만, 실제로는 어둠의 안식일교에 속한 장로의 한 명으로서 제갈근을 따라 세상에 혼란을 가져오도록 하는 데 기여하고 있다. 그는 마법 지팡이에서 뻗어나오는 강력한 마법의 힘으로 적을 공격하며, 다수의 적 비행 유닛에 대해 공격을 가하는 천상의 토네이도 마법과 적 유닛들을 일정시간 동안 새로 변신시켜 조종할 수 있는 오조의 저주 마법을 사용한다.

### 촉나라
조조의 위나라에게 패하여 차원의 문을 통해 테크월드로 도망쳐온 유비의 촉나라. 그들은 이 곳에서 새로운 세계를 이룩하기 위한 발전된 기술력을 얻음으로서 재기를 노리기 시작했다. 그러나, 파워월드에 미련을 버리지 못하는 유비와 기술력에 관심을 보이는 제갈량의 사이가 점차 소원해지면서 조금씩 불화의 조짐이 생겨나고 있다. 현 시점에서는 모든 장수들이 주군, 유비에게 충성하고 있기에 큰 문제는 없지만, 이들 사이의 일이 언제 터지게 될지는 알 수 없다.
유비(劉備) - 일반 인물
성우 : 유동현
이름은 비, 자는 현덕. 그는 고대 성왕의 후손이라고 알려진 인물로 지략이나 무예의 솜씨는 다른 군주들에 비해 뒤지지만, 타고난 인덕을 바탕으로 하여 충실한 인의 정치를 행하려 하고 있다. 다소 우유부단한 약점을 갖고 있기는 하지만, 그는 이러한 단점마저도 장점으로 바꿀 수 있는 재주를 갖고 참모와 장수들을 통솔하고 있다. 유비는 테크월드의 기술력에 매혹된 촉나라의 사령관 제갈량과는 달리, 백성들이 살고 있는 파워월드에 대한 미련을 버리지 못하고 있다. 그 때문에 제갈량의 함정에 걸려 루인에서 손권의 매직월드에 의해 기습당해 목숨을 잃는다.
유선(劉禪) - 일반 인물
유비의 아들로 촉나라의 태자. 손권의 매직월드의 공격으로 유비가 사망한 이후, 아버지의 뒤를 이어 촉나라의 황제가 되었으나, 섭정인 제갈량의 말에 무조건 따르게 되는 어리석고 우유부단한 인물. 특별한 재능은 없다.
제갈량(諸葛亮) - 촉제국
성우 : 이재용
자는 공명. 촉나라의 사령관으로 삼국 시대 최고의 지략가로 불리는 그는 위로는 천문을, 아래로는 지리를 꿰뚫어 보고 있으며 상대에 대한 예측에 있어서는 타의 추종을 불허한다고 불리어지고 있다. 테크월드에 도착한 이후 그 발전된 기술력에 매혹된 그는 자신의 뜻과는 달리 파워월드로 돌아가고자 하는 유비에 대해 조금씩 불만을 품기 시작하고 있다. 결국 유비를 함정에 몰아넣어 제거하는 데 성공하지만, 그 스스로는 삼국의 차원 통일을 통해 진정한 평화를 이루고자 한다고 생각하고 있다. 제갈량은 깃털 부채로부터 에너지를 내뿜어 멀리 떨어진 적을 공격한다. 또한 적의 마법이 걸리지 않도록 하는 무적 반사의 마법과, 떨어져 있는 다수의 적에게 강력한 피해를 주는 마왕의 출사표 마법을 갖고 있다.
조운(趙雲) - 촉제국
성우 : 이원준
이름은 운. 자는 자룡. 북평 태수 공손찬의 수하로 있다가 그의 사후 유비의 장수가 되었다. 관우, 장비, 마초, 황충과 함께 촉나라를 대표하는 오호대장군으로서 역시 유비에 대해서 절대적인 충성심을 갖고 있다. 섭정으로서 명을 내리고 있는 제갈량의 말을 신뢰하고 국가를 위한다는 목적 아래 반란을 일으킨 관우, 장비와 대결한다. 그는 조조군과의 대결 중에 탈취한 청공검을 사용하며, 이 검을 휘둘러 생긴 진공파로 적을 베어 넘긴다. 또한, 다수의 적을 석화시켜서 일시적으로 움직일 수 없게 하는 거대 열석화 마법과 주변의 아군에게 걸린 마법을 풀어주는 대응력 처방의 마법을 사용한다.
관우(關羽) - 촉연합
성우 : 유해무
자는 운장. 가슴까지 내려오는 길고 아름다운 수염을 늘어뜨리고 있어 미염공이라는 별명을 갖고 있다. 장비, 조운, 마초, 황충과 함께 촉나라를 대표하는 오호대장군 중 한 명이며 주군인 유비와는 의형제로 맺어진 사이로서 절대적인 충성심을 갖고 있다. 본래 유비군의 2인자였지만, 제갈량이 촉의 사령관으로서 등장한 이후 점차 강해지는 그의 영향력에 대해 은근히 불만을 품고 있다. 이러한 불만으로 인하여 결국 관우는 의형제인 장비와 함께 군을 나누어 제갈량에게 반란을 일으키게 된다. 관우는 긴 자루가 달린 청룡언월도를 자유롭게 휘둘러 적을 공격하며, 적 1명을 거의 사형에 이르게 하는 궁극 사형의 마법과 주변에 접근하는 적에게 피해를 주는 십자 사형의 마법을 사용한다.
장비(張飛) - 촉연합
성우 : 노민
자는 익덕. 관우, 조운, 마초, 황충과 함께 촉나라를 대표하는 오호대장군으로 성격이 매우 급하고 술을 많이 즐기긴 하지만, 그만큼 강인하고 용맹한 인물이기도 하다. 관우와 함께 유비에 대해 절대적인 충성심을 갖고 있으며, 역시 제갈량에 대한 의심을 갖고 관우와 함께 군을 일으킨다. 1장 8척에 달하는 장팔사모를 자유롭게 휘두르며 기합을 사용하여 주변의 적들을 쓰러뜨린다. 또한 주변의 적에게 피해를 주는 산성비 저주의 마법과 시야로 보이는 지역을 자유롭게 이동할 수 있는 순간 이동의 마법을 갖고 적진에 뛰어들어 주변을 혼란시킨다.

## 건물과 유닛
본작은 다른 전략 시뮬레이션 게임과 마찬가지로 유닛과 건물의 관리를 통해 게임을 즐길 수 있다. 삼국지 천명 II에 등장하는 모든 건물과 유닛에 대해서 설명한다.

### 파워월드의 유닛과 건물
루인과 봉인의 전설이 살아 있는 땅 파워 월드는 가장 풍부한 인력을 바탕으로 대규모 사업이 활발히 진행되고 있다. 기계에 의존하는 테크월드나 마법에 의존하는 매직월드와 달리 파워월드에서는 인간의 노동력이 그 활동의 그간을 이루고 있다.

#### 파워월드의 유닛
파워 월드에서는 풍부한 인구를 바탕으로 인간들이 곧 유닛으로서 활동을 하고 있다. 이들은 건축을 위한 노동을 제공하며 자원 채취를 담당할 뿐만 아니라, 다양한 무기를 사용하여 전투에 참여하기도 한다. 인간 외에도 파워 월드에서는 아직까지 생존하고 있는 전설 속의 생물을 길들여 전투에 사용하고 있다.
건축가
파워월드의 경제를 유지하고 있는 건축가들은, 건물의 건설과 수리, 또한 각종 자원의 채취와 같은 노동을 담당하고 있다. 이들은 공격능력을 갖고 있지 않으며 무기를 사용할 수도 없지만, 다양한 건물을 건설할 수 있으며 기가 나오는 지점에서 기를 흡수하여 에너지의 광선으로 바꾸어 지휘 사령부로 보내거나 광물을 채취할 수 있다. 또한, 건축가는 격투가 통제소를 세우게 되면 격투가로 변신하여 전투에 나설 수 있다.
격투가
파워월드의 건축가들은 격투가 통제소의 훈련을 통해 격투가로 변신할 수 있다. 격투가는 특별한 무기는 갖고 있지 않지만 훈련된 격투기를 활용하여 근접 공격을 펼 수 있다. 또한 이들은 상대의 무기를 집어서 사용할 수도 있다. 격투가는 공격에 충실하기 위하여 방어에는 신경쓰지 않는 경향이 있다.
궁수
궁수 통제소에서 훈련과 통제를 받게 되는 이 병사들은, 파워 월드 내에서 기본적인 원거리 전투 유닛으로 사용되고 있다. 활을 쏘는 닌자들로 구성된 이들은 기가 실린 활을 사용하여 멀리 떨어진 적을 공격할 수 있으며, 특히 적의 공중 유닛들을 상대하는 데 위력을 발휘한다.
검객
고대로부터 파워 월드의 검객들은 기를 사용함으로써 강력한 근접 공격을 펼치곤 했다. 긴 청룡도를 자유롭게 휘두르는 이 무사들은 가까운 적이라면 지상이나 공중의 적을 가리지 않고 단번에 베어버릴 수 있다.
초선
파워 월드의 고대 전란 시절 미인계로 유명한 초선은 적의 병사나 장군들을 매혹시켜 자신들끼리 공격하도록 하곤 했다고 한다. 그녀의 DNA 연구에 의해서 부활한 초선의 복제는 무기를 갖고 있지 않으며, 무기를 사용할 수도 없지만 1명의 적이 일시적으로 같은 편을 공격하도록 하는 매혹의 마법 외에도, 아군에게 걸린 마법을 그녀의 매혹의 힘으로 풀어주는 마법 풀기의 마법, 그리고 상대편을 일시적으로 난쟁이로 만들어 버림으로서 능력을 약하게 만드는 축소 마법을 사용하여, 아군을 지원한다.
코끼리
파워 월드 각지에 서식하고 있는 이 거대한 짐승은 본래부터 강대한 내구력을 갖고 있어, 전장의 전차로 불리곤 했다. 파워 월드의 군대에서는 이 짐승들을 훈련시켜서 적의 보병들을 휩쓸어 물리치는 목적에 사용하곤 했다. 코끼리는 근접전에서만 위력을 발휘하지만, 적의 보병들이라면 일격에 밟아버릴 수 있는 밟기 공격을 사용할 수 있다. 또한, 코끼리는 등에 포대를 세워서 멀리 떨어진 적을 공격할 수 있는 코끼리 방어탑으로 변신할 수 있다.
코끼리 방어탑
코끼리의 높은 내구력과 튼튼한 동체를 이용한 이 방어탑은, 코끼리의 등 부분에 미사일 타워를 세워 방어용의 시설로서 이용된다. 방어탑의 형태로 변신한 코끼리는 이동은 할 수 없지만 제자리에 정지한 상태로 멀리 떨어진 적을 공격할 수 있다. 방어탑에서 발사되는 미사일은 공중과 지상의 적을 가리지 않고 공격할 수 있다. 코끼리 방어탑은 보다 높은 곳에서 주변을 관찰하기 때문에 코끼리에 비해 시야가 넓다. 수정패치로 추가된 대공 방어탑과 함께 세우면 큰 효과를 발휘한다.
기린
파워 월드의 고대로부터 이어져 내려오는 전설 속의 동물로, 인수(仁獸)라고도 불리는 기린은 사슴의 몸에 소의 꼬리와 발굽, 1개의 뿔이 달려있다. 용의 날개로 하늘을 단숨에 달리며 강력한 에너지의 공격을 사용하여 파워 월드의 적을 물리친다. 기린의 공격은 공중과 지상의 상대를 가리지 않는다.
불사조
영원한 생명을 갖고 있다고 알려진 이 거대한 새는 몸 전체가 불타오르고 있으며 파워 월드의 생물들 중 가장 강력한 위력을 갖고 있다. 불사조는 높은 수준의 기술력이 없으면 길들일 수 없는 생물이기 때문에 후반에 등장하지만, 코끼리를 능가하는 내구력과 강력한 공격력을 자랑한다. 또한 불사조는 기를 사용하여 주변의 스텔스 상태에 있는 유닛을 발견하는 마법을 사용하며, 스스로에게 무적 마법을 걸어 적의 근접 공격을 완전히 막아낼 수 있다. 이 상태의 불사조는 일시적이기는 하지만 완전한 무적 상태가 된다.
철갑 거북
매우 느린 속도로 전장을 걸어 다니는 이 파충류는 등에 강력한 폭탄을 짊어지고 있어 스스로를 자폭시켜 주변의 목표에 대해 피해를 줄 수 있다. 그 위력은 충분히 강력하다고는 할 수 없지만, 주변의 다수의 적에 대해서 피해를 준다. 물론, 아군에도 피해를 주기 때문에 주의할 필요가 있다.
협풍범선
신비한 힘에 의해 바람을 타고 날아 다니는 이 범선은 다수의 지상 유닛을 내부에 탑재하고 전장을 이동할 수 있다. 이 범선에는 전투 능력은 갖추어져 있지 않으나 날렵한 속도로 지상 유닛들을 전장까지 이동시켜 준다. 또한, 협풍범선은 내부에 축적된 마법 에너지를 사용하여 적에게 보이지 않도록 하는 스텔스 기능을 갖고 있다.
투석기
투석기는 파워 월드의 기본적인 공성 유닛의 하나로서 매우 먼 거리의 적을 공격할 수 있으며, 그 강력한 공격은 목표 만이 아니라 주변에도 상당한 피해를 준다. 적들이 모여있는 장소와 건물을 공격하기에 적합하지만, 아군에게도 피해를 줄 수 있기 때문에 아군과 전투를 벌이는 전장을 공격할 때는 주의할 필요가 있다.
불가사리 - 위제국
위제국에서 새롭게 개발한 이 극피동물은 특별한 공격력은 갖고 있지 않으나 적의 지상 유닛을 잡아먹어 스스로의 몸을 키울 수 있다. 불가사리는 성장함에 따라 스스로의 내구력이 높아지게 되며 더욱 거대한 몸집을 갖게 된다.
사마귀신 - 위연합
적들이 사라지고 조조에게 의심을 받기 시작한 사마의는, 스스로의 몸을 지키고 야망을 달성하기 위해 비밀리에 유닛들을 개발하기 시작했다. 참모 회의소에서 개발된 이 유닛은 스텔스의 능력 아래 몸을 감추고 적에게 접근하여 부식성이 강한 산성 용액을 토해내어 공격을 실시한다.

#### 파워월드의 건물
파워 월드의 건물은 다른 세계에 비해서 중요성이 조금 떨어지는 편이다. 그것은 생산이나 활동의 근간을 이루는 것이 바로 인간들이기 때문. 그러나, 보다 훈련된 정예병이나 전설 속의 생물들을 사용하기 위해서는 각종 통제소를 사용하여 이들을 다스릴 필요가 있다.

### 매직월드의 유닛과 건물
정령계의 힘을 빌어 강대한 힘을 행사하는 이 세계에서는 고대에 사라진 것으로 생각되었던 수많은 마법의 유산이 남겨져 있다. 손권이 이끌고 간 수하들을 제외하면 충분한 인구를 갖고 있지 않은 매직 월드에서는 마법에 의해 건물과 시설을 세우고 유지하고 있으며, 마법에 의해 창조된 존재에 의해 그 노동력을 제공받고 있다.

#### 매직월드의 유닛
조조와의 결전에서 많은 희생을 치른 손권의 오나라는 매직 월드의 강대한 마법의 힘을 이용하여 창조되는 종들을 사용하여 결전을 준비하고 있다. 매우 강대한 파괴력을 갖고 있지만 기본적인 지능밖에는 갖고 있지 않은 이들 마법의 종들은 소환자의 명에 의하여 참혹한 파괴를 행할 것이다. 매직 월드의 유닛은 유닛과 몬스터의 두 가지로 나뉜다.
고블린(소환수)
템플에서는 흑마법의 힘을 모아, 마법의 정령인 고블린을 창조한다. 흙으로부터 창조된 고블린은 매우 추한 형상을 하고 있으며 매직 월드의 기본적인 노동력으로서 일을 하고 있다. 이들은 몬스터 레어와 유닛 팜을 건설하여 유닛과 몬스터의 활동을 지원하는 한편, 기나 광물 등의 자원을 채취하기도 한다. 이들은 공격 능력을 갖고 있지 않으며 무기도 사용할 수 없지만 자신의 심장을 꺼내어 지뢰처럼 매설하는 심장 지뢰의 기술을 사용하여 방어용으로 쓸 수 있다. 땅에 묻은 심장 지뢰는 상대편의 눈에는 보이지 않지만, 고블린이 죽은 뒤에도 영구적으로 유지되며 적 유닛이 지나가면 폭발하여 강력한 피해를 입히게 된다. 정령이라고는 하나 고블린도 심장은 하나밖에 없기 때문에 심장 지뢰가 폭발하면 고블린은 소멸하게 된다.
수도사
손권 교주의 뜻에 충실하게 따르고 있는 이들 수도사들을 기본적인 수준의 마법 외에도, 봉을 사용하여 가까운 지점에 있는 적들과 대결을 벌인다. 또한 이들은 아군의 공격력을 향상시키는 공격력 상승 마법과 함께, 적의 공격력을 약화시키는 저주 마법을 사용하여 아군을 지원할 수 있다. 이들 수도사들은 기술이 발전함에 따라 흑기사와 마법사로 변신할 수 있게 된다.
바실리스크(정령)
매직 월드의 각지에 서식하고 있는 바실리스크는 머리가 둘 달린 공룡의 형태를 하고 있다. 이들은 수도사를 비롯한 인간들을 태우고 마치 말처럼 달리는 능력을 갖고 있으며 단순히 이동 수단에 불과한 것이 아니라 가까운 거리에서는 적을 물어뜯어서 공격(중거리에서는 부식성 독으로 공격한다)하는 한편, 타고난 석화의 능력을 사용하여 적의 움직임을 봉쇄한다. 바실리스크에 병사들을 태우게 되면, 매우 빠른 속도로 이동할 수 있을 뿐만 아니라 위에 타고 있는 병사와 함께 전투를 행함으로서 많은 도움을 준다.
흑기사
이들은 교주에 대한 절대적인 충성을 맹세한 어둠의 기사들로서 은도금된 철갑옷으로 몸을 감싸고 검과 방패를 들고 성스러운 전쟁에 나서고 있다. 이들의 검은 지상, 그리고 가까운 거리의 적에게만 효과를 보이지만 상당히 강력한 위력을 갖고 있으며, 성스러운 세례의 영향 아래 강력한 마법을 사용하여 전투를 벌인다. 흑기사들은 신성한 의지 아래 하늘을 걸을 수 있는 비상 마법을 사용할 수 있으며 강력한 공격력을 가진 성검 마법 외에, 적의 체력을 빼앗아 자신의 체력을 회복하는 HP 흡수 마법까지 사용할 수 있다.
마법사
수도사 중에는 성스러운 어둠의 기사로서 성전에 직접 나서기보다는 강력한 마법의 힘으로 교리를 행하는 마법사의 길을 택하는 이들이 있다. 이 마도사들은 흑기사 정도의 강력한 힘이나 체력을 갖고 있지는 않으나 수정구를 통한 마법력으로 떨어진 상대를 에너지로 공격할 수 있을 뿐만 아니라, 다양한 종류의 마법을 사용하여 아군을 지원한다. 이들은 아군을 두 배로 크게 만드는 거인 마법(공격력이 높아지며, 대공 공격이 가능하게 된다.)과 마법력을 소비하여 아군을 치료하는 회복 마법, 그리고 주변의 스텔스 유닛을 찾아내는 마법 외에 혼돈 마법을 사용한다. 또한, 마법사들은 매직 월드의 마법 사원인 템플을 창조함으로서 기지를 갖추게 된다.
스쿠너(운송배)
매직월드의 마도사들은 다른 차원과는 별개의 방식으로서 자신들의 물자를 수송하기 위하여 노력하였다. 스쿠너는 바로 이러한 노력에 의해서 만들어진 유닛으로서 본래 파워 월드의 바다에서 사용하던 배를 마법의 힘에 의해 띄움으로서 지형의 영향을 받지 않고 자유롭게 수송할 수 있는 능력을 갖게 되었다.
마나캐논 - 오제국(공성대포)
오제국 진영에서만 제작할 수 있는 이 대포는, 강력한 마법의 힘을 발사함으로서 다수의 적에게 큰 피해를 준다. 파워 월드에서 사용하는 투석기와 비슷한 효과를 가지고 있는 공성 유닛이지만, 이 마나캐논에는 매직 월드 만의 독특한 기능이 포함되어 있다. 그것은 블랙스미스에서 연구를 하여 사용할 수 있게 되는 기술로서, 마나캐논이 가진 MP를 사용하여 목표인 아군 유닛의 MP를 채워주는 MP 충전 기능. 이를 사용하여 장수 등의 강력한 마법을 가진 유닛이 연속적으로 마법을 사용할 수 있다.
골렘(생명인)
연금술과 마법으로 바위에 생명을 불어넣어 만들어진 유닛. 매직 월드의 방버력과 공격력을 높이는 데 일조를 하고 있는 골렘은 느리기 한이 없으나 가공할 만한 공격력과 방어력은 몰려오는 러시에도 살아남을 만큼 강력하다.
도플갱어(사신)
이 세계의 전설에서는 정체를 알 수 없는 불길한 생명체에 대한 경고를 남기고 있다. 이들은 누군가의 눈 앞에 그 자신과 똑같은 형태를 하고 나타나 그 자신의 생명을 노린다고 한다. 매직월드의 군에서는 이들을 마법으로 소환함으로서 군의 전투 유닛으로 활용하고 있다. 이 휴머노이드 슬라임들은 비무장인데다가 이동 속도도 느리지만 가까이에 적 유닛이 있다면 그 유닛의 능력과 모습을 그대로 복제하여 싸울 수 있다.
비홀더(유령)
거대한 눈의 형태를 하고 있는 이 몬스터는 공중에 떠서 이동하면서 그 거대한 눈으로 전장을 살피고 정보를 전달한다. 다른 세력의 정찰 유닛과는 달리 이 유닛은 방어를 위한 공격 능력을 갖고 있으며, 매우 다양한 종류의 마법으로 위력을 발휘한다. 비홀더가 사용하는 마법에는 자기 자신과 똑같이 생긴 가짜를 만들어내는 자기 소환 마법과 주변의 스텔스 유닛을 찾아내는 마법, 그리고 자기 자신을 스텔스화시키는 스텔스 마법등이 있다. 이 중 자기 소환 마법은 전장의 적당한 위치에 일정한 시간 동안 자기 자신과 똑같은 가짜를 불러내어 본체에는 아무런 피해가 없이 해당 지역의 정보를 얻을 수 있다.
맨티스(귀신)
사자의 몸에 인간의 얼굴, 그리고 칼과 같은 외골격과 전갈의 꼬리를 갖고 있는 이 몬스터는 가까운 거리의 적을 외골격으로 된 칼로 공격하며 그 과정에서 상대의 HP를 빼앗아 자신의 HP를 증가시킨다. 등에 날개가 없기 때문에 날아다닐 수는 없지만 지상 유닛 중 최고의 이동 속도를 자랑한다.
스파이더 - 오연합(거미)
매직월드의 스파이더는 이 세계 모든 곳에서 서식하고 있는 일반적인 형태의 거미와는 달리 거대한 크기를 하고 있다. 이 거미는 스파이더 웹(거미집) 기술을 사용하여 주변에 접근하는 적들을 움직이지 못하게 만들 수 있으며, 새끼 거미를 낳아 일종의 지뢰처럼 사용할 수도 있다. 새끼 거미는 시간이 지나면 스파이어의 몸 속에서 다시 생기게 되며 최대 2마리까지 갖고 있을 수 있다. 이들 새끼 거미는 적이 접근하면 자동적으로 이동하여 자폭함으로서 피해를 준다. 초기의 새끼 거미는 시간이 지나면 생명을 다하고 사라졌지만 수정 패치에 의해 지속시간이 없어져서 고블린 심장 지뢰처럼 유용하게 사용할 수 있게 되었다.
드래곤(용)
이 세계의 태초로부터 공포의 대상으로 군림하고 있던 이 거대한 몬스터는 그 육중한 몸이 공중에 떠서 자유롭게 날아다닌다는 사실만으로도 몬스터의 제왕으로 불리기에 부족함이 없다. 뿐만 아니라, 이들이 뿜어내는 화염의 숨결은 강력한 위력으로 주변의 적들을 불살라 버릴 수 있으며, 운무의 숨결을 사용하면 적의 시야를 방해함으로써 잠시 동안 움직일 수 없도록 만드는 것도 가능하다. 매직 월드의 거주자들은 이 강력한 공포의 괴물을 길들여서 그 위에 타고 다니기도 하며, 이들은 용기사(드래곤 나이트)라는 이름으로 경이와 두려움의 대상이 되곤 한다.

#### 매직월드의 건물
매직 월드에서는 마법에 힘에 의해 건물들이 창조되고 보수되어 유지된다. 이들은 강대한 기의 도움을 받아 마법에 의해 만들어진다. 기를 사용하여 마법 에너지를 집중시키는 역할을 담당하는 이 건물들에서는 강대한 힘을 가진 마법의 병사들이 계속 창조되고 있다.

### 테크월드의 유닛과 건물
강철과 불의 힘에 의해 세워지고, 어두운 밤조차도 밝은 빛으로 채울 수 있는 세계, 그것이 바로 기계와 과학, 기술의 세계인 테크 월드이다. 이 세계는 고대로부터 남겨진 뛰어난 과학 문명의 유산을 계승하여 발전된 기계 기술을 자랑한다. 이러한 기술력을 바탕으로 하여, 상대적으로 인구가 적은 테크 월드에서는 그 노동력의 대부분을 로봇에 의존하고 있다.

#### 테크월드의 유닛
테크 월드의 발전된 과학과 기술력은 기계 인형과 강철의 동물을 만들어 내어 부릴 수 있도록 해 주었다. 금속의 골격으로 이루어진 이 동물들은 그들을 창조한 창조자의 명령을 충실히 이행한다. 그 어떤 의심이나 두려움도 가지지 않은 채. 테크 월드의 유닛은 유닛과 로봇의 두 가지로 나뉜다.
로보워커(기술로봇)
커맨드 센터에서 조립되어 만들어지는 로보워커는 테크 월드의 노동력을 뒷받침하고 있다. 카메라가 장착된 공 모양의 몸체에 절단기와 캐터필러가 장착된 이 로봇은 건물을 건설하는 능력은 없지만, 건물과 기계 유닛을 수리하는 기능 외에도, 기를 채취하여 에너지 광선의 형태로 리소스 스테이션에 전송하거나 광물을 채취하여 수송하는 기능을 갖고 있다.
미니거너(소총병)
테크월드의 병사들은 행동력을 높여주는 경량형의 파워드 아머를 입음으로서 보통의 인간들에 비해 높은 방어력과 공격 능력을 갖게 된다. 이들은 연속 발사가 가능한 직사형의 머신건 외에도 공중으로 접근하는 적을 상대할 수 있는 미사일 발사기를 갖고 전장에서 활약한다. 다만, 그 공격력과 방어력이 매우 낮기 때문에 다수로서 운용해야 하며, 필요에 따라 무기를 교환하여 싸울 필요가 있다.
T.A.N.K(자주포)
테크월드의 기본적인 기갑 전투 차량인 T.A.N.K는 보병에 비해 두 배 정도의 장갑을 갖추고 2연장의 포로 적을 상대한다. 그러나, 속도가 높지 않으며 공격력과 방어력이 낮은 편이기 때문에 다수로 운용하지 않으면 별로 효과를 볼 수 없다.
테크니션(중화기병)
테크월드의 발전된 과학과 기술력에 의해 창조된 강화형의 파워드 아머를 장착함으로서 이들 테크니션은 보다 탱크에 필적할 정도의 우수한 장갑과 전투 능력을 갖게 되었다. 이들은 에너지 충격식의 빔포를 사용하여 멀리 떨어진 적에게 강력한 타격을 가할 수 있지만, 오직 지상의 유닛에 대해서만 공격을 가할 수 있다. 또한, 테크니션의 강화된 파워드 아머에는 보다 우수한 장갑 외에도 아군 유닛에 대해 적의 마법에 걸리지 않도록 지원하는 마법 프로텍션 기술을 갖고 있으며, SDI 타워를 세우게 되면 SDI 로크 기술을 사용하여 강력한 위력을 가진 궤도상 빔포의 목표를 지정할 수 있다.
레이븐 TX(장갑차량)
레이븐 TX는 강력한 전투 능력을 가진 지상형의 가변형 로봇으로서, T(탱크)형과 R(로봇)형으로 변신하여 지상과 공중 양쪽의 적에 대해 전투 능력을 갖게 된다. 이 두가지 타입의 방어 능력이나 이동 능력엔 차이가 없으나 탱크형일 때는 지상 유닛과 전투를 벌일 수 있으며, 로봇 타입일 때는 적의 공중 유닛에 대해 공격할 수 있는 능력을 갖게 된다. 또한, 레이븐 TX-R(로봇)은 적 유닛 하나의 MP를 고갈시켜 버리는 MP 브레이커의 기술을 사용한다.
타이탄(인조인간)
날렵한 모양을 하고 있는 근접 전투용 로봇인 타이탄은 인간의 형태를 그대로 본뜬 휴머노이드의 형태를 하고 있으며 자루 양쪽으로 긴 날을 갖고 있는 창을 들고 강력한 근접 공격을 한다. 거대한 크기와는 달리 매우 날렵한 움직임을 갖고 있으며 공격력이 상당히 높을 뿐만 아니라, 다른 인간형 병기들의 무기들을 사용할 수 있기 때문에 강력한 지상 유닛으로서 위력을 발휘할 수 있다.
MCC(장갑사령부)
테크월드에서 개발되는 모든 시설들의 기본이기도 한 커맨드 센터는 이 대형 메카닉인 MCC가 변형되어 완성되는 시설이다. 이러한 중요성에 비해서는 비교적 저렴한 비용으로 생산할 수 있는 MCC는 매우 느린 속도로 이동하지만 모든 차원의 유닛 중에서 가장 높은 내구력을 갖고 있으며, 떨어진 적에게 전기를 방전하여 공격하는 번개 공격도 할 수 있다. 다만, 그만큼 중요한 시설로서 적의 주요 목표물이기도 하기 때문에 잘 보호할 필요가 있다.
스캐너(정잘기)
테크월드의 주력 정찰 이동 포트인 스캐너는 매우 넓은 시계를 갖고 전장의 상황을 파악하여 전투를 아군에게 유리하게 이끄는 역할을 담당한다. 이 무인 정찰 시스템은 비무장이지만, 접근해오는 적에게 강력한 전자 파동을 가하여 잠시 동안 움직임을 정지시킬 수 있으며, 동체에 장착된 카메라를 사용하여 현재 보이지 않는 지역의 지형을 일시적으로 파악할 수 있는 영역 확인의 기능도 갖고 있다.
쿠벨(비행수송기)
다목적 비행 수송 유닛인 쿠벨은 다양한 종류의 지상 유닛을 탑재하고 지형의 영향을 받지 않은 채 전장까지 수송하는 역할을 담당한다. 비무장인데다가 스텔스 시스템 등의 특수한 기능을 갖고 있지는 않으나 비교적 우수한 내구력과 빠른 속도로 최소한의 안전을 대폭 보장하고 있다.
F-VX 스카이텍/건파이터(전투폭격기/전투발사기)
테크월드의 다목적 비행 전투 유닛인 F-VX는 지상과 공중 전투 각각에 적합한 비행 특성을 가질 수 있도록 하기 위하여, 날개와 조종석의 형태를 변형하여 F-VX 스카이텍(공대공)과 F-VX 건파이터(공대지)라는 두가지 형태를 갖출 수 있다. 매우 기본적인 공중 유닛이지만 상당히 날렵한 속도와 우수한 전투 특성을 갖고 전선의 하늘을 장악한다. 지상 공격 시에는 에너지 캐논을, 공중 공격 시에는 대공 미사일을 사용한다.
스텔스 바머 - 촉연합(비행폭격기)
촉연합에서만 생산할 수 있는 이 거대한 스텔스 폭격기는 비행 유닛으로서는 둔중한 움직임을 보이지만, 에너지를 사용하는 스텔스 기능을 기본적으로 갖추고 전장을 자유롭게 배회할 수 있다. 또한 스텔스 바머가 탑재하는 폭탄은 지상의 넓은 영역에 대해 강력한 위력를 발휘하여 적진을 초토화시킨다. 이 폭탄은 시간이 지날 때마다 스텔스 바머 내에서 다시 조립되어 저장되며 최대 5개까지 탑재할 수 있다.
아틀란티스(전투대전함)
3단 합체 분리형의 대형 공중 유닛인 아틀란티스는 본체인 아틀란티스에 2대의 팬텀 파이터가 합체되어 만들어진 일종의 공중 요새이다. 합체 상태의 아틀란티스는 공중 유닛을 상대할 수 있는 공대공 전투 능력을 갖고 있으며, 팬텀 파이터들은 각각 지상 공격이 가능한 공대지 공격 능력을 갖고 있다. 아틀란티스는 필요에 따라 합체/분리할 수 있을 뿐만 아니라 팬텀 파이터가 파괴되어도, 본체인 아틀란티스가 남아 있다면 보다 저렴한 비용으로 이들 팬텀 파이터를 재생산할 수 있다.
리사이클러(전투로봇)
테크월드의 재생 시스템 연구 과정에서 만들어진 리사이클러는 적의 지상 유닛을 분해하여 에너지로 바꾸는 독특한 재활용 시스템을 갖고 있다. 리사이클러는 내구력은 매우 낮지만 적의 유닛에 접근할 수 있다면 그 어떤 유닛도, 심지어 장수 유닛조차 간단히 분해시킬 수 있다. 또한, 리사이클러는 가까이에 있는 다수의 적에게 지속적인 피해를 줄 수 있는 유독가스를 뿜어내는 기능도 갖고 있다.
하데스(장갑로봇)
독특한 형상의 4족 보행형 로봇인 하데스는 특별한 전투 능력은 갖고 있지 않으며 이동 속도가 느리고 내구력도 낮지만, 적의 유닛을 정지시킬 수 있는 독특한 광선 공격을 할 수 있다. 이 광선의 공격을 받은 적 유닛은 그 기능이 완전히 정지될 뿐만 아니라, 테크 월드의 기본 전투 유닛인 미니거너가 접근하면 아군의 것으로 포섭할 수 있다. 이를 잘 활용하면 적의 장수 유닛조차 완전히 아군의 것으로 만들 수 있다. 수정 패치에 의해 하데스의 광선 공격을 받은 적 유닛은 그대로 아군이 되도록 수정되었다.

#### 테크월드의 건물
테크 월드의 건물은 그 발달한 기술력을 바탕으로 하여 창조된 에너지의 산물이다. 강대한 기의 도움을 얻어 작동하는 이들 기계들은 노동력의 유지를 위한 유닛의 개발과 생산 외에도 국가의 체계를 구성하기 위한 건물의 자동 생산까지 담당하고 있다.